# Златковський Михайло Михайлович
Златковський Михайло Михайловичрос. Златковский Михаил Михайлович, (21 серпня 1944, село Другі Ліві Ламки, Тамбовська область) — російський художник-карикатурист. За першою освітою — ядерний фізик.

## Життєпис
Рід Златковських відомий з 12 століття. Дід Михайла Златковського з боку матері — священник Катакомбної церкви, другий — капітан Марковського полку. Родина мала баронський герб. Обидва репресовані й розстріляні більшовиками. Майбутній фізик та художник народився в Тамбовській області. Батько — військовий науковець, професор.

## Златковський-фізик
Михайло Златковський закінчив Московський інженерно-фізичний інститут. Був залишений на працю в інституті по його закінченню, де і працював п'ять років у галузі ядерної фізики.

## Златковський-художник
Але художні вподобання перемогли. Покинув престижний інститут і став «вільним художником» з 1971 року. Став художником популярного радянського видання з помірно ліберальними вподобаннями «Химия и жизнь», де працював у період 1974-1982 років. Зростання майстерності та самосвідомості призвели до критичного ставлення до СРСР та його штучної системи, за що підпав під нагляд КДБ. Покаранням для колишнього науковця стала заборона на професію, його позбавили права друку в центральних радянських ЗМІ (прихована практика покарання усіх незгодних чи підозрілих осіб в СРСР). Був вимушений працювати таксистом, друкувався під чужими прізвищами, був навіть тренером дітей з тенісу. Самостійно працював у галузі плаката й афіші. У період 1975-1980 рр. створив низку афіш до виступів актора Володимира Висоцького. Пізніше передав їх до Культурного центру Висоцького.
Послаблення агресивного радянського тиску в роки розпаду СРСР дало можливість знов офіційно працювати художником. Був головним художником у російському журналі «Природа и человек», а з 1988 р. — карикатуристом щотижневика «Московские новости».
Ліберальні політичні погляди Михайла Златковського обумовили ускладнення стосунків із рідним батьком, тоді науковцем військової галузі (радянським професором та доктором наук). Батько, під загрозою звільнення від репресивної системи, писав рапорт у комітет партії Міністерства оборони СРСР про припинення стосунків із рідним сином. Але розриву стосунків не було.
Член союзу журналістів СРСР (з 1985 р.), член союзу художників СРСР (з 1988 р.), засновник і президент Союзу карикатуристів Росії.
Златковський Михайло Михайлович мав досвід роботи в Сполучених Штатах, де працював у 1993—1997 роках.
- Головний художник в «Московских новостях», 1997-1998 рр.
- Головний художник в «Літературній газеті», 1998-2002 рр.
- Головний художник в журналі «Ділова хроніка», 2002-2003 рр.
- Головний художник в російській газеті «Новые известия», 2003-2005 рр.

Брав участь у низці конкурсів карикатуристів, де виборов декілька десятків нагород. Науковий співробітник сектора «История и теория искусства» Інституту культурології Міністерства культури Російської Федерації. Автор декількох статей щодо карикатури та книг «История русской карикатуры», «История мировой карикатуры». Видавець щоквартального російського журналу «Карикатура».

## Родина
Перша родина, де мав доньку Анастасію та сина Філіпа.
Друга родина з журналісткою пані Мариною Філатовою.